# Qazax
Qazax (também Kazakh ou Qazakh) é uma cidade do Azerbaijão, capital do rayon de Qazakh. Tem uma população de aproximadamente 20.590 habitantes.